# Hinxton
Hinxton est un petit village du Royaume-Uni situé au sud de Cambridge.
Il abrite l’Institut européen de bio-informatique et le centre Sanger.